# Équipe d'Écosse de rugby à XV au Tournoi des Cinq Nations 1999
L'équipe d'Écosse de rugby à XV au Tournoi des Cinq Nations 1999 termine première en remportant trois victoires et en perdant un seul match contre l'équipe d'Angleterre. 

## Liste des joueurs
Vingt-six joueurs ont contribué à ce succès. 
| Entraîneur |                        |                                                            |
| Avants     | Pilier                 | Tom Smith, Paul Burnell, Dave Hilton, George Graham        |
| Avants     | Talonneur              | Gordon Bulloch, Steve Brotherstone                         |
| Avants     | Deuxième ligne         | Scott Murray, Doddie Weir, Stuart Grimes, Andy Reed        |
| Avants     | Troisième ligne aile   | Peter Walton, Martin Leslie, Budge Pountney                |
| Avants     | Troisième ligne centre | Eric Peters                                                |
| Arrières   | Demi de mêlée          | Gary Armstrong, Iain Fairley                               |
| Arrières   | Demi d'ouverture       | Duncan Hodge, Gregor Townsend                              |
| Arrières   | Centre                 | John Leslie, Alan Tait, Gregor Townsend                    |
| Arrières   | Ailier                 | Duncan Hodge, Kenny Logan, Cameron Murray, Shaun Longstaff |
| Arrières   | Arrière                | Glenn Metcalfe                                             |

## Résultats des matchs
- Le 6 février, victoire 33-20 contre l'équipe du pays de galles à Édimbourg
- Le 20 février, défaite 21-24 contre l'équipe d'Angleterre à Twickenham
- Le 20 mars, victoire 30-13 contre l'équipe d'Irlande à Édimbourg
- Le 10 avril, victoire 36-22 contre l'équipe de France à Paris

## Statistiques

### Meilleur réalisateur
- Kenny Logan : 37 points

### Meilleur marqueur d'essais
- Alan Tait : 5 essais